# David Davis (labdarúgó)
David Davis (Smethwick, 1991. február 20. –) angol labdarúgó, jelenleg az angol negyedosztályban lévő Darlington FC-nél van kölcsönben a Wolverhampton Wanderers FC-től. 2009 októberében debütált, legtöbbször jobbszélsőként szerepeltetik.

## Külső hivatkozások
- Official club profile
- David Davis pályafutásának statisztikái a Soccerbase oldalon (angolul)